# Flotsam and Jetsam
Flotsam and Jetsam je americká thrashmetalová skupina založená v roce 1981 v arizonském Phoenixu. Vystupovali pod názvy Paradox (1981–1982), Dredlox (1982–1983) a Dogz (1983–1984). V kapele působil baskytarista Jason Newsted, který ale krátce po vydání debutového alba Doomsday for the Deceiver nahradil Cliffa Burtona v Metallice.
Flotsam and Jetsam za svou kariéru vydali dvanáct studiových alb a celosvětově prodali přes milion desek. Alba No Place for Disgrace (1988) a When the Storm Comes Down (1990) se zařadila do žebříčku Billboard 200.

## Sestava
Současní členové
- Eric A. Knutson – zpěv (1981–2001, 2002–dosud)
- Michael Gilbert – kytara (1984–1999, 2010–dosud)
- Steve Conley — kytara (2013–dosud)
- Michael Spencer — basová kytara (1987–1988, 2013–dosud)
- Ken Mary — bicí (2017–dosud)

Bývalí členové
- Kelly David-Smith — bicí (1981–1997, 2011–2014)
- Mark Vazquez — kytara (1981–1984)
- Kevin Horton — kytara (1981–1983)
- Jason Newsted — basová kytara (1981–1986)
- Edward Carlson – kytara (1983–2013)
- Phil Rind — basová kytara (1986)
- Troy Gregory — basová kytara(1988–1991)
- Jason Ward — basová kytara (1991–2013)
- Craig Nielsen — bicí (1997–2011)
- Mark Simpson — kytara (2000–2010)
- Jason Bittner – bicí (2014–2017)

## Diskografie
Studiová alba
- Doomsday for the Deceiver (1986)
- No Place for Disgrace (1988)
- When the Storm Comes Down (1990)
- Cuatro (1992)
- Drift (1995)
- High (1997)
- Unnatural Selection (1999)
- My God (2001)
- Dreams of Death (2005)
- The Cold (2010)
- Ugly Noise (2012)
- Flotsam and Jetsam (2016)
- The End of Chaos (2019)
- Blood in the Water (2021)